# 6810 Juanclariá
6810 Juanclariá este un asteroid din centura principală, descoperit pe 9 aprilie 1969, de Observatorio Félix Aguilar.